# 孟加拉国社会党
孟加拉国社会党（缩写为SPB）是孟加拉国的一个共产主义政党。该党成立于1980年11月7日。该党的意识形态是共产主义、马克思列宁主义。该党的政治立场是左翼。该党的总书记是“卡勒库扎曼同志”。该党的总部位于达卡。该党的学生翼是社会主义学生阵线。该党曾派代表参加国际共产主义研讨会。
该党自称坚持马克思、恩格斯、列宁、斯大林、毛泽东的基本思想。